# Libertas Brindisi 1962-1963
La Libertas Brindisi 1962-1963, prende parte al campionato italiano di Serie A, girone D a 10 squadre. Chiude la stagione regolare al primo posto con 15V e 3P, 1123 punti segnati e 880 subiti. Dopo aver vinto lo spareggio con Fulgor Pozzuoli, partecipa al concentramento finale per la promozione in Prima Serie dove arriva ultima.

## Storia & Roster
Ettore Quarta lascia la Libertas ed approda a Monopoli chiamato da Peppino Todisco, lascerà anche Buiat dopo una fugace apparizione. Antonio Melone passerà al Basket Brindisi e Pentassuglia appenderà le scarpe al chiodo e si dedicherà a tempo pieno ad allenare. Ritorna nei ranghi della Libertas, Vittorio Sangiorgio da Bari a stagione in corso e Nicola Primaverili dal servizio di leva. L'ex Libertas Gianni Donativi, muore in un incidente stradale poche ore prima l'inizio del campionato. Migliore marcatore è Claudio Calderari con 424 punti in 25 partite, seguito dai fratelli Giuri, Vincenzo con 313 p. e Giuseppe con 176 p.
| Libertas Brindisi 1962/1963 | Libertas Brindisi 1962/1963 |
| Giocatori                   | Staff tecnico               |
| --------------------------- | --------------------------- |

| N. | Naz.              | Ruolo | Nome               | Anno | Alt.   | Peso |  |
| -- | ----------------- | ----- | ------------------ | ---- | ------ | ---- |  |
| 4  | Italia (bandiera) | G     | Cosimo Marra       | 1946 |        |      |  |
| 6  | Italia (bandiera) | G     | Franco Musci       |      |        |      |  |
| 7  | Italia (bandiera) | A     | Giuseppe Giuri     | 1942 |        |      |  |
| 8  | Italia (bandiera) | A     | Vincenzo Giuri ()  | 1943 | 181 cm |      |  |
| 9  | Italia (bandiera) | G     | Claudio Calderari  | 1944 | 182 cm |      |  |
| 10 | Italia (bandiera) | G     | Antonio Guadalupi  |      |        |      |  |
| 11 | Italia (bandiera) | G     | Mario Pennetta     |      |        |      |  |
| 12 | Italia (bandiera) | C     | Modesto Aversa     | 1942 | 195 cm |      |  |
| 13 | Italia (bandiera) | G     | Libero Salvemini   | 1944 |        |      |  |
| 15 | Italia (bandiera) | C     | Nicola Calavita    | 1943 | 200 cm |      |  |
|    | Italia (bandiera) | G     | Vincenzo Guadalupi |      |        |      |  |
|    | Italia (bandiera) | G     | Gianvito Monaco    | 1946 |        |      |  |

| Allenatore             |
| - Elio Pentassuglia    |
| Assistente/i           |
| Legenda - (C) Capitano |

## Risultati
| Arbitri: | Stramaccioni (Viterbo) Cardullo (Messina) |

|                                        |       |                           |
| Calderari 18, Giuri G. 11, Giuri V. 10 | Punti | Cassarelli 21, Pizzano 15 |

| Arbitri: | Mogagnoli (Bologna) Costa (Bologna) |

|                                          |       |                                        |
| De Simone 26, Farriscia 20, Bacchetta 14 | Punti | Giuri I° 14, Calderari 11, Giuri II° 9 |

| Arbitri: | D'Argento (Avellino) Piconi (Avellino) |

|                           |       |                                        |
| Ciavarello 14, Lorusso 12 | Punti | Calderari 22, Giuri V. 11, Giuri G. 10 |

| Arbitri: | Romagnoli (Porto San Giorgio) Bernardi (Roma) |

|                                        |       |           |
| Calderari 16, Calavita 10, Giuri I° 10 | Punti | D'Anna 17 |

| Arbitri: | Micali (Reggio Calabria) Degli Esposti (Bologna) |

|                             |       |                                       |
| Vulpitta 13, Mastronardi 10 | Punti | Giuri I° 23, Calderari 20, Calavita 9 |

| Arbitri: | Pignotti (Porto San Giorgio) De Vito (Roma) |

|                                        |       |                                   |
| Calderari 29, Giuri G. 21, Calavita 12 | Punti | Bellemo 19, Raimondi 14, Armaro 8 |

| Arbitro: | Coluzzi (Roma) |

|          |       |                           |
| Longo 14 | Punti | Calderari 10, Salvemini 9 |

| Arbitri: | Mollura (Messina) Coglitore (Messina) |

|                                     |       |                                     |
| Calderari 9, Giuri G. 9, Giuri V. 8 | Punti | Matera 16, Minervini 9, Del Conte 8 |

| Arbitri: | Totaro (Pescara) Giorgi (Roma) |

|                                      |       |                                    |
| Cerovac 15, Napolitano 14, Maiulo 10 | Punti | Musci 14, Calderari 11, Giuri V. 7 |

| Arbitri: | Corradini (Modena) Mingozzi (Ferrara) |

|                           |       |                                         |
| Tizzano 20, Gasparelli 13 | Punti | Calavita 17, Calderari 10, Salvemini 10 |

| Arbitri: | Bernardi (Roma) Della Pietra (Roma) |

|                                        |       |                                     |
| Calderari 26, Giuri G. 15, Calavita 10 | Punti | Ferrigni 19, Bruscia 10, Ippoliti 8 |

| Arbitri: | Agnoletti (Rimini) De Vito (Rimini) |

|                                        |       |                                  |
| Giuri V. 20, Salvemini 13, Calderari 8 | Punti | Ferraro 14, Lorusso 11, Isola 10 |

| Arbitri: | Purpari (Palermo) Da Ponte (Palermo) |

|                                  |       |                                        |
| Dani 17, Masiello 8, Calderari 8 | Punti | Giuri V. 18, Calderari 18, Giuri G. 11 |

| Arbitri: | Spampinato (Catania) Berni (Catania) |

|                                         |       |                                       |
| Calderari 23, Giuri G. 20, Sangiorgio 8 | Punti | Mastronardi 16, Vulpitta 15, Quarta 8 |

| Arbitri: | Mastri (Napoli) Tieri (Napoli) |

|                                   |       |                                    |
| Dell'Orzo 22, Modica 9, Allegra 8 | Punti | Calderari 29, Giuri G. 19, Musci 8 |

| Arbitri: | B. Burcovich (Venezia) G. Burcovich (Venezia) |

|                                     |       |                     |
| Calderari 26, Musci 12, Giuri G. 11 | Punti | Longo 16, Migneco 8 |

| Arbitri: | Lelli (Venezia) Stefanutti (Venezia) |

|                                 |       |                                        |
| Minervini 17, Favia 16, Meda 12 | Punti | Calderari 32, Giuri V. 16, Giuri G. 15 |

| Arbitri: | Visentini (Padova) Sidoli (Reggio Emilia) |

|                                     |       |                          |
| Giuri V. 20, Musci 11, Calderari 10 | Punti | De Simone 20, Cerovac 10 |

| Arbitri: | Zunino (Roma) Giorgi (Roma) |

|                                          |       |                                        |
| Sangiorgio 16, Calderari 16, Giuri V. 15 | Punti | Cerovac 20, Magliulo 13, Napoletano 11 |

### Girone Finale Promozione
| Arbitri: | Totaro (Palermo) Pantaloni (Colleferro) |

|                                        |       |                                  |
| Calderari 17, Giuri V. 12, Giuri G. 10 | Punti | Magnoni 22, Canna 16, Corradi 14 |

| Arbitri: | Nastri (Napoli) Chieri (Napoli) |

|                                      |       |                                 |
| Musci 19, Giuri V. 16, Sangiorgio 13 | Punti | Nanut 20, Kraimer, 15, Zorzi 12 |

| Arbitri: | Sussi (Livorno) Fabbri (Livorno) |

|                                     |       |                           |
| Koncan 16, Apostoli 14, Ruprecht 13 | Punti | Giuri V. 17, Calderari 14 |

| Arbitri: | Rossini (Milano) Visentin (Padova) |

|                                  |       |                                       |
| Corradi 35, Magnoni 20, Nardi 11 | Punti | Musci 11, Salvemini 9, Guadalupi A. 8 |

| Arbitri: | Lelli (Venezia) Burcovich (Venezia) |

|                                |       |                                          |
| Tomasi 26, Nanut 22, Ponton 20 | Punti | Giuri V. 16, Sangiorgio 15, Calderari 10 |

| Arbitri: | Turci (Reggio Emilia) Taddei (Reggio Emilia) |

|                                          |       |                                   |
| Sangiorgio 18, Calderari 14, Giuri V. 12 | Punti | Koncan 12, Apostolo 10, Morelli 8 |

## Fonti
La Gazzetta del Mezzogiorno edizione 1962-63